# S/2004 S 6
S/2009 S6 és la designació provisional d'un petit satèl·lit de Saturn. Fou descobert per Carolyn Porco en una foto de la Sonda Cassini del 28 d'octubre de 2004. La imatge obtinguda per la sonda no és prou clara i no se sap si es tracta d'un cúmul de pols amb una formació sòlida en el seu centre o d'un cúmul transitori que es dispersarà en mesos o anys.
.

## Característiques
S/2004 S6 com els objectes veïns S/2004 S 3 i S/2004 S 4, sembla orbitar prop de l'anell F i per tant, podria tractar-se d'un satèl·lit pastor. L'objecte ha estat observat tant en la part externa com en la interna de l'anell, el que indicaria que l'objecte travessa l'anell periòdicament. S'ha suggerit que una estructura espiral tènue de material al voltant de l'anell F podria ser la conseqüència d'aquest fet.
L'halo polsós fotografiat es pot mesurar en uns 2.000 km i el diàmetre estimat del cos sòlid estaria entre els 3 i el 5 km basant-nos en la seva brillantor.

## Denominació
Com que la seva òrbita encara no ha estat determinada amb precisió, el satèl·lit conserva la seva designació provisional que indica que fou el sisè satèl·lit descobert al voltant de Saturn l'any 2004.